# Alinco DX-77E

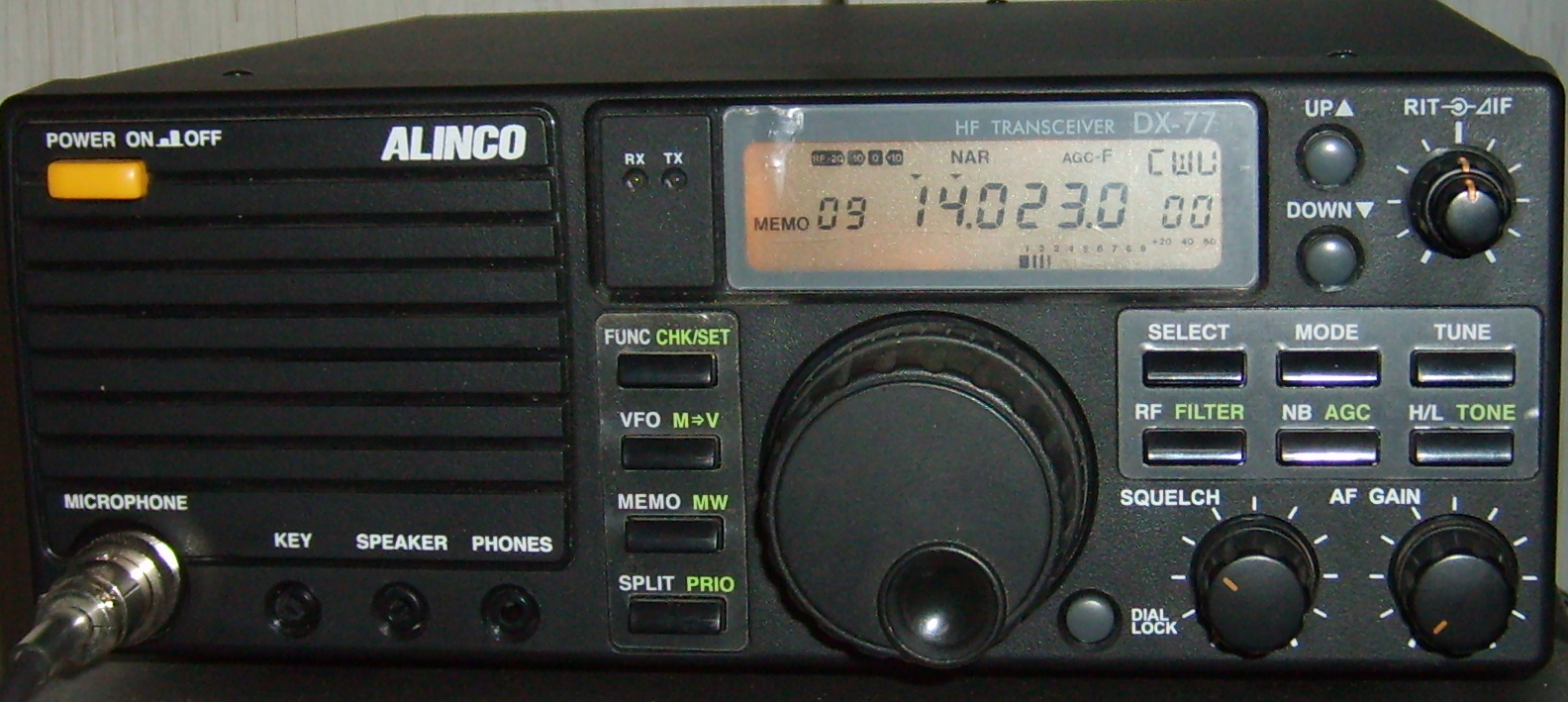
Alinco DX-77 E

Der  Alinco DX-77 E  ist die europäische Variante eines 100-W-Kurzwellen-Sendeempfängers des Herstellers Alinco. Er besitzt sendeseitig alle Amateurfunkbänder zwischen dem 10-m-Band und dem 160-m-Band sowie einen durchgehenden Superhetempfänger von 500 kHz bis 30 MHz. Alle wichtigen Funktionen des Gerätes sind direkt über die Vorderfront bedienbar. Das Gerät kam 1998 nach Europa.

## Technische Daten

### Sender

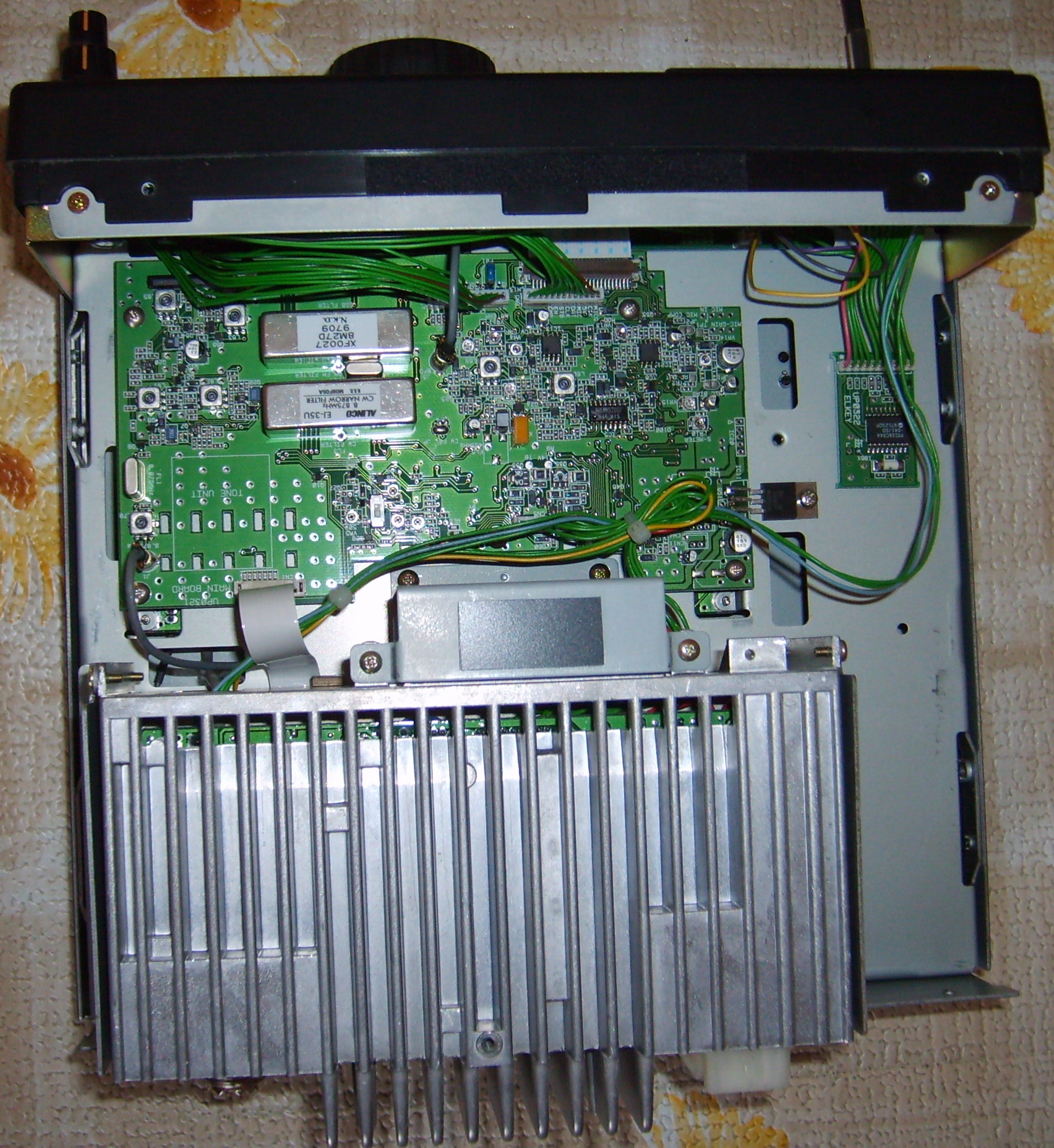
Draufsicht mit Kühlkörper der Senderendstufe

- Frequenzbereiche: 1,8 MHz bis 29,6999 MHz (nur Amateurfunkbänder)
- Sendeleistung

SSB/CW/FM: 100 W (High) ca. 10 W (Low)
AM:40 W (High) ca. 4 W (Low)
- Dämpfung der Nebenaussendung: min. 50 dB (30 m: 45 dB)
- Modulationssystem

SSB: Balancemodulator
AM: Vorstufenmodulatoion
FM: Reaktanzmodulation
- Trägerunterdrückung: min. 40 dB
- Seitenbandunterdrückung: min. 50 dB (@ 1 kHz)

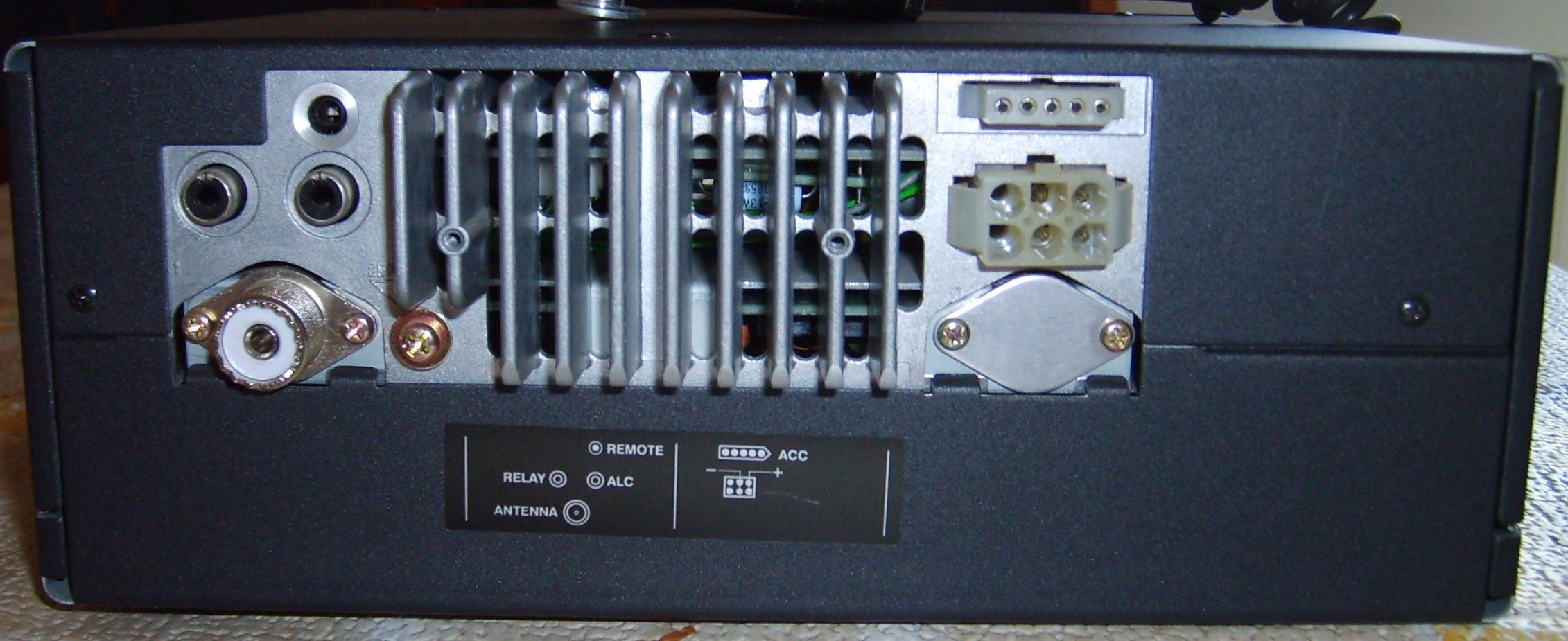
Die Rückseite

- FM-Hub: ±2,5 kHz
- Mikrofonimpedanz: 2 kOhm

### Empfänger
- Empfängerprinzip: Doppelsuperhet
- Zwischenfrequenzen

1. ZF: 71,75 MHz
2. ZF: 8,875 MHz
- Empfangsbereich: 0,5 bis 30,0 MHz
- Empfindlichkeit

SSB: 0,25 µV (0,5 bis 1,8 MHz: 1 µV)
AM: 2 µV (0,5 bis 1,8 MHz: 10 µV) @ 1 kHz, 30 % mod.
FM: 0,5 µV (für 12 dB SINAD)
- Selektivität SSB, CW, AM-N: 2,7 kHz (- 6 dB); 4,7 kHz (−60 dB)
- dto. AM, FM: 8 kHz (−6 dB); 30 kHz (−60 dB)
- dto. CW-N (mit optionalem Filter): 0,5 kHz (−6 dB); 1,35 kHz (−60 dB)
- Nebenwellenunterdrückung: min. 70 dB
- Spiegelfrequenzunterdrückung: min. 70 dB
- NF-Leistung: min. 2 W (an 8 Ohm bei max. 10 % Klirrfaktor)
- RIT-Einstellbereich: ±1,0 kHz

### Allgemeine Daten
- Betriebsarten: USB, LSB, AM, CW, FM
- Anzahl der Speicher: 100
- Antennenimpedanz: 50 Ohm
- Stromverbrauch

Senden: max. 20 A
Empfang: max. 1,1 A
- Betriebstemperatur: −10 bis 60 °C
- Frequenzstabilität: ±10 ppm (−10 °C bis 50 °C)
- Abmessungen des Gehäuses. 246 mm*94 mm*228 mm
- Gewicht: ca. 3,8 kg

Quellen

## Zubehör
- ADUA52: Stromversorgungskabel
- EDX-1: Antennentuner
- EDX-2: Automatischer Antennentuner
- EJ-33U: CTCSS-Ton-Encoder
- EJ-34U: Elektronic Keyer Unit
- EJ-35U: 500-Hz-CW-Quarzfilter
- DM-1350: Netzteil
- EDC-43: Zigarettenanzünderkabel
- EDC-37: Stromversorgungskabel
- EDS-5: Verlängerungskabel für Mikrofon
- EMS-14: Tischmikrofon
- EMS-42: Handmikrofon
- ERW-4: PC-Interface